# 五十嵐麗
五十嵐 麗（いがらし れい、1963年1月9日 - ）は、日本の女優、声優。東京都出身。Rush Style所属。
夫は同じく声優の速水奨、甥（現養子）も同様に声優の速水秀之。

## 人物
本名は大濱 貴子（おおはま たかこ）。劇団がらくた工房付属養成所1期生。作詞家として夫である速水の楽曲に歌詞を提供している。活動としては外国映画の吹き替えが多い。
現在、夫の速水と共にドワンゴ・クリエイティブスクールで後進の指導に当たっている。以前はぷろだくしょんバオバブ、大沢事務所に所属していたが、2014年10月1日より速水が代表を務める声優・アーティスト事務所のRush Style（ラッシュスタイル）に移籍した。

## 出演
太字はメインキャラクター。

### テレビアニメ
1983年
- 魔法の天使クリィミーマミ（パルテノンプロ女性社員）
- 銀河漂流バイファム（スチュアーデス、女兵士A）
- ピュア島の仲間たち

1984年
- アタッカーYOU!（ミーナ）
- 装甲騎兵ボトムズ（女）

1992年
- 伝説の勇者ダ・ガーン（1992年 - 1993年、坂本美鈴 / 高杉美鈴）

1994年
- 銀河戦国群雄伝ライ（華玉）
- マクロス7（ゾムド、トランキル）

1997年
- 吸血姫美夕（優子の母親、菅野）
- 金田一少年の事件簿（高沢和子）
- バトルアスリーテス大運動会（ネリリクイーン）

1998年
- SHADOW SKILL -影技-（フォルスティース）
- serial experiments lain（岩倉美穂）
- DTエイトロン（ばーさん）
- 名探偵コナン（中村江里）
- ロードス島戦記-英雄騎士伝-（カーラ）

1999年
- エデンズボゥイ（エネフェア）

2000年
- 犬夜叉（百足上臈）
- GREGORY HORROR SHOW THE SECOND GUEST（バラ）
- 最遊記シリーズ（2000年 - 2022年、蜘蛛女、観世音菩薩） - 5シリーズ

2001年
- ヴァンドレッド the second stage（裁判長）
- HELLSING（女の声）

2002年
- 魔王ダンテ（宇津木民子）

2003年
- TEXHNOLYZE（大西真名）
- 無限戦記ポトリス（ピラミッド）
- LAST EXILE（ヴィスラ夫人）
- ルパン三世 お宝返却大作戦!!（ミーシャ）

2004年
- 魔法少女リリカルなのは（プレシア・テスタロッサ）

2005年
- 英國戀物語エマ（メイド長）
- 魔法少女リリカルなのはA's（プレシア・テスタロッサ）

2006年
- 地獄少女 二籠（茂木和子）
- シムーン（兵士、隊長、司兵官）
- MUSASHI -GUN道-（ヤシャ、ウラシマ）
- RED GARDEN（レイチェルの母）

2008年
- あまつき（今様）

2009年
- シャングリ・ラ（鳴瀬涼子）
- 花咲ける青少年（リリカ）
- 東のエデン（白鳥・ダイアナ・黒羽）
- リストランテ・パラディーゾ（ロッシ夫人）

2010年
- COBRA THE ANIMATION（リンダ）

2011年
- 青の祓魔師（観音像）

2012年
- キングダム（長老）

2013年
- 魔界王子 devils and realist（スワロー母）

2015年
- まじっく快斗1412（セリザベス女王）

2018年
- ブラッククローバー（2018年 - 2020年、テレジア・ラプアール）

2021年
- EX-ARM エクスアーム（城戸官房長官）
- トロピカル〜ジュ!プリキュア（2021年 - 2022年、あとまわしの魔女）

2022年
- 永遠の831（各務恭子）
- おしりたんてい（シラサギーヌ）
- BLEACH 千年血戦篇（石田依澄）

2023年
- 最強陰陽師の異世界転生記（ベルタ・ランプローグ）

2024年
- 鴨乃橋ロンの禁断推理（カレン・リリー）

### 劇場アニメ
- A・LI・CE（2000年、SS10X[13]）
- EX MACHINA（2007年、ニケ[14]）
- 東のエデン 劇場版I The King of Eden（2009年、白鳥・ダイアナ・黒羽）
- 宇宙ショーへようこそ（2010年、マリー[15]）
- 魔法少女リリカルなのは The MOVIE 1st（2010年、プレシア・テスタロッサ）
- 魔法少女リリカルなのは The MOVIE 2nd A's（2012年、プレシア・テスタロッサ）
- 虐殺器官（2017年、CIA職員[16]）
- ガディガルズ（2022年）[17]

### OVA
- THE レイプマン（1994年、美奈子）
- バイオ・ハンター（1995年、真理絵）
- BRONZE ZETSUAI since 1989（1996年、南本美枝子）
- 電脳戦隊ヴギィ'ズ★エンジェル（1997年、Dr.ウッドフォード）
- ときめきメモリアル（1999年、鏡魅羅）
- コゼットの肖像（2004年、釈迦堂善心尼）
- 影Shadow（2004年、百鬼）
- 最遊記外伝（2011年、観世音菩薩）

### ゲーム
1994年
- ときめきメモリアル（鏡魅羅）

1995年
- ときめきメモリアル 〜forever with you〜（勘定奉行、大橋台善、鏡魅羅）

1996年
- 伝説のオウガバトル（氷のフェンリル）
- ときめきメモリアル スクリーンセーバー集 Vol.2 うきうき弁当箱（鏡魅羅）
- ときめきメモリアル 対戦ぱずるだま（鏡魅羅）
- ときめきメモリアル 伝説の樹の下で（鏡魅羅）
- ときめきメモリアル プライベートコレクション（鏡魅羅）
- ラブリーポップ麻雀 雀々しましょ（嶋田香奈子）

1997年
- VIRUS（ニュースキャスター）
- クーロンズゲート（ハニー・レディ）
- ときめきメモリアル 対戦とっかえだま（鏡魅羅）
- ときめきメモリアルドラマシリーズ Vol.1 虹色の青春（鏡魅羅）

1998年
- ときめきの放課後 ねっ★クイズしよ♥（鏡魅羅）
- ラブリーポップ2in1雀じゃん恋しましょ（嶋田香奈子）
- RIVEN THE SEQUEL TO MYST（キャサリン）

1999年
- ときめきメモリアルドラマシリーズ Vol.3 旅立ちの詩（鏡魅羅）
- ときめきメモリアルPOCKET カルチャー編 〜木漏れ日のメロディ〜（鏡魅羅）
- 胸騒ぎの予感 八神ひろきのGame-Taste（高城瑞穂）

2001年
- 犬夜叉（百足上臈）

2002年
- ときめきメモリアル タイピング（鏡魅羅）

2003年
- フリップニック（解説・ナレーション・ヴォイス）

2004年
- アーマード・コア ネクサス（ムラクモ・ミレニアム）
- 幻星神ジャスティライザー 装着! 地球の戦士たち（ドクターゾラ）

2005年
- 第3次スーパーロボット大戦α 終焉の銀河へ（ゾムド）
- ローグギャラクシー（マザー）

2010年
- HOSPITAL. 6人の医師（サンドラ・リーバーマン）

2011年
- 魔法少女リリカルなのはA's PORTABLE -THE GEARS OF DESTINY-（プレシア・テスタロッサ）

2015年
- アルカディアの蒼き巫女

2020年
- ナオミ（リビッツ！ビッグ・アドベンチャー）

2023年
- グランブルーファンタジー（マリネラ）

2024年
- 龍が如く8
- ファイナルファンタジーVII リバース（ロドナー）

### ドラマCD
- 月刊ときめきメモリアルシリーズ（鏡魅羅）
- もっと!ときめきメモリアルシリーズ（鏡魅羅）
- ときめきメモリアル 虹色の青春 forever Vol.2 - 3（鏡魅羅）
- 僕達の放課後（相馬泉）
- 雨柳堂夢咄（三雲太夫）
- 特攻天女（天野瑞希）
- 雀じゃん恋しましょ（嶋田香奈子）
- 魔法少女リリカルなのは サウンドステージ02（プレシア・テスタロッサ）
- 三千世界の鴉を殺し2（フリーダム・ゼロ）
- マリーのアトリエ 〜ザールブルグの錬金術士〜（キリー）
- エルフの若奥様（アイオン・クァール）
- スウィート・レッスン（紀内亜矢子）
- シークレット・レッスン（紀内亜矢子）
- ラヴァーズ・レッスン（紀内亜矢子）
- 窮鼠はチーズの夢を見る（夏生）
- ビーストマスター（アラウカリア）
- ジョーカー JOKER（野々宮ポーラ）
- 金月真美のムーンライトリップス（ゲスト出演）
- COMIC ZERO-SUM CD COLLECTION ドラマCD 最遊記外伝（観世音菩薩）
- 鋼の錬金術師ドラマCD 天上の宝冠 ※ガンガン付録CD（淑女）
- 神々の午睡（サナエ・R・ウエシマ博士）

### 吹き替え

#### 担当女優
ヴァネッサ・ウィリアムズ
- アグリー・ベティ（ウィルミナ・スレイター）
- デスパレートな妻たち7（レネ・ペリー）
- ハンナ・モンタナ/ザ・ムービー（ヴィダ）※劇場公開版も含む

ヴィオラ・デイヴィス
- 殺人を無罪にする方法（アナリーズ・キーティング）
- スキャンダル7 託された秘密 ザ・ファイナル #12（アナリーズ・キーティング）
- ハンガー・ゲーム0（ヴォラムニア・ゴール博士）
- マ・レイニーのブラックボトム（マ・レイニー）

オリヴィア・ウィリアムズ
- カウンターパート/暗躍する分身（エミリー・バートン・シルク）
- セブンス・サン 魔使いの弟子（マム・ウォード）
- ドールハウス Dollhouse（アデル・デウィット）
- ホテル ハルシオン（プリシラ・ハミルトン）

#### 映画
- アーミクロン
- 愛がこわれるとき ※テレビ朝日版
- アウト・オブ・サイト（アデル・デリーシ〈キャサリン・キーナー〉）※テレビ版
- アンツ・イン・ザ・パンツ!
- アントワン・フィッシャー きみの帰る場所（バータ〈サリー・リチャードソン〉）
- インセプション（モル・コブ〈マリオン・コティヤール〉）※劇場公開版
- 宇宙戦争ZERO（アビゲイル〈シンディ・サンプソン〉）
- EX エックス（クロエ〈ブリジット・ウィルソン＝サンプラス〉）※テレビ東京版
- エンパイア・オブ・ザ・ウルフ（マチルド〈ラウラ・モランテ〉）
- オールド・ドッグ（アマンダ〈ロリ・ロックリン〉）
- ガン&スピリット（レベッカ）
- キャスティング・ディレクター（ダーリーン〈ロビン・ライト〉）
- キリング・ミー・ソフトリー（デボラ〈ナターシャ・マケルホーン〉）
- クラッシュ（カレン〈ノーナ・ゲイ〉）
- クラッシュ&バーンズ（ベッキー〈サンドラ・リンドクイスト〉）
- クロノス（メルセデス）
- 恋のおかたづけしましョ!（アンナ〈エリザベス・ハーレー〉）
- 恋する人魚たち ※テレビ東京版
- ゴーン・ガール（シャロン・シーバー〈セーラ・ウォード〉）
- 私立探偵ヴァルグ（ヴィベケ・ファラン）
- ザ・ロイヤル・テネンバウムズ（マーゴット〈グウィネス・パルトロー〉）
- ジゴロ・イン・ニューヨーク（Dr.パーカー〈シャロン・ストーン〉）
- ジャッジ・ドレッド（ママ〈レナ・ヘディ〉）
- ジュリア（リサ〈フランチェスカ・ダロージャ〉）
- ジョニー・イングリッシュ
- スコーピオン・キング ※日本テレビ版
- スターシップ・トゥルーパーズ ※フジテレビ版
- スタスキー&ハッチ（ヘザー〈ブランド・ロデリック〉）
- スピーシーズXX 寄生獣の誘惑（ガイズナー先生〈ディナ・メイヤー〉）※レンタル専用版（セル未発売）
- スノーホワイト[22]
- スマーフ（オディール〈ソフィア・ベルガラ〉）※劇場公開版
- スマーフ2 アイドル救出大作戦!（オディール〈ソフィア・ベルガラ〉）※劇場公開版
- セルラー（ジェシカ・マーティン〈キム・ベイシンガー〉）※テレビ朝日版
- ダークナイト ライジング（ミランダ・テイト〈マリオン・コティヤール〉）
- タイフーン/TYPHOON（チェ・ミョンジュ〈イ・ミヨン〉）
- ダイヤモンド・イン・パラダイス（ローラ・シリロ〈サルマ・ハエック〉）※テレビ東京版
- 黄昏（マックスター発売版）（キャリー〈ジェニファー・ジョーンズ〉）
- ダニーと秘密の魔法使い（テイラー〈イメルダ・コーコラン〉）
- 007 スペクター（ルチア・スキアラ〈モニカ・ベルッチ〉）
- 小さな贈りもの（受付嬢）
- チェイシング・リバティ（モラレス〈アナベラ・シオラ〉）
- チャーリー・シーンのミスター・グッド・アドバイス（ペイジ〈アンジー・ハーモン〉）
- チャレンジャー号 73秒の真実（サリー・ライド〈イヴ・ベスト〉）
- 沈黙の聖戦（ルル〈モニカ・ロウ〉）
- ツールボックス・マーダー（サフロン〈サラ・ダウニング〉）
- DC911（ライス補佐官〈ペニー・ジョンソン・ジェラルド〉）
- デイブレイカー（オードリー・ベネット〈クローディア・カーヴァン〉）
- デス・ルーム（ジュリア）
- トゥルーマン・ショー（ローレン・ガーランド / シルビア〈ナターシャ・マケルホーン〉）※テレビ版
- ドグマ（ベサニー〈リンダ・フィオレンティーノ〉）
- トルネード・ストーム（ディー〈ティーア・ギル〉）
- ドルフ・ラングレン ザ・リベンジャー（ジョーイ〈ステファニー・フォン・フェッテン〉）
- ナイルの宝石 ※テレビ朝日版
- ナッティ・プロフェッサー クランプ教授の場合 ※日本テレビ版
- 7級公務員（ホンチーム長〈チャン・ヨンナム〉）
- 2046（スー〈コン・リー〉）
- ネイムレス 無名恐怖（クラウディア〈エマ・ビララサウ〉）
- NERO ザ・ダークエンペラー（ポッパエア〈エリサ・トヴァーティ〉）
- ハート（ニコラ〈アンナ・チャンセラー〉）
- バタフライ・エフェクト3/最後の選択（家主）
- ハッピー・フライト（ペイジ〈ナディア・ダジャニ〉）
- パパってなに?
- パラサイト（エリザベス・バーク〈ファムケ・ヤンセン〉）※テレビ版
- ハンニバル（アレグラ・パッツィ〈フランチェスカ・ネリ〉）※テレビ朝日版
- ピッチブラック（シャザ〈クラウディア・ブラック〉）※BD版
- ビューティフル・ピープル
- ファイヤーウォール（ベス・スタンフィールド〈ヴァージニア・マドセン〉）※テレビ朝日版
- ファンタスティック・フォー ［超能力ユニット］ ※ソフト版
- 54 フィフティ★フォー（ビリー・オースター〈セーラ・ウォード〉）※Netflix版
- フォールガイ（ゲイル・メイヤー〈ハンナ・ワディンガム〉[23]）
- プライベート・ウォー（メリー・コルヴィン〈ロザムンド・パイク〉）
- フリーダムランド（カレン・コルッチ〈イーディ・ファルコ〉）
- プリズン・サバイブ（マギー〈アン・アーチャー〉）
- フル・フロンタル（リー〈キャサリン・キーナー〉）
- ブレイド（カレン〈ウンブッシュ・ライト〉）※テレビ東京版
- ブレイド3（ダニカ〈パーカー・ポージー〉）
- 僕たちのアナ・バナナ（アナ〈ジェナ・エルフマン〉）
- 魔法使いの弟子（ヴェロニカ〈モニカ・ベルッチ〉）
- マッケンナの黄金（インガ〈カミラ・スパーヴ〉）
- マレフィセント2（イングリス王妃〈ミシェル・ファイファー〉[24]）
- マングラー
- ミッドナイト・アフター（モック・サウイン〈クララ・ウェイ〉）
- Mr.&Mrs. スミス（アトランタ〈アンジェラ・バセット〉）※ソフト版
- モータル・コンバット（ソニア・ブレイド〈ブリジット・ウィルソン＝サンプラス〉）※DVD・BD版
- 野蛮なやつら/SAVAGES（エレナ〈サルマ・ハエック〉）
- ランナウェイ（グレース〈ポール・ソルビーノ〉）
- リロ&スティッチ（ケコア〈ティア・カレル〉[25]）
- ルームメイト ※ソフト版
- ルパン（ドルー＝スビーズ公爵夫人〈フランソワーズ・ルピーヌ〉）
- REM レム（スージー〈モリー・プライス〉）
- レンブラントの夜警（ヘールチェ〈ジョディ・メイ〉）
- ローグ アサシン（ジェニー・クロフォード〈アンドレア・ロス〉）
- ロスト・イン・スペース（レポーター#2〈アンジェラ・カートライト〉※ソフト版
- ロボコップ2（ジュリエット・ファックス博士〈ベリンダ・バウアー〉）※カルチュア・パブリッシャーズ版DVD（廃盤）
- ワイルドガン（メアリー・アリス・ワトソン〈デミ・ムーア〉）
- WASABI（ソフィア〈キャロル・ブーケ〉）
- 私がクマにキレた理由（ミセスX〈ローラ・リニー〉）

#### ドラマ
- アメリカン・ヒーロー
- アンフォゲッタブル 完全記憶捜査 #19（シャロン・ヴェガ〈レイチェル・ティコティン〉）
- ER緊急救命室
  - シーズン4（ミリアム・ナガーバラ〈アリス・アムター〉）
  - シーズン12 #12（タマラ〈ロシェル・エイツ〉）
  - シーズン15（シーラ・ジョンソン〈モー・ダニエルズ〉）
- 倚天屠龍記（滅絶師太）
- ヴァンパイア・ダイアリーズ（ケリー・ドノヴァン〈メリンダ・クラーク〉）
- NCIS: ニューオーリンズ シーズン2 #12（パウリナ）
- NCIS 〜ネイビー犯罪捜査班（アレクサンドラ・“アレックス”・クイン〈ジェニファー・エスポジート〉）
- WITHOUT A TRACE/FBI 失踪者を追え!
  - シーズン1（ジャーニー）
  - シーズン3 #7（メレディス）
  - シーズン5 #8（シンシア・ニューワース）
  - シーズン6 #9（リンジー・バイナム）
- Lの世界（ジョディ・ラーナー〈マーリー・マトリン〉）
- 堕ちた弁護士〜ニック・フォーリン〜 シーズン2 #20
- 逆転の女王（ハン・ソンイ常務〈ハ・ユミ〉）
- CAMELOT 〜禁断の王城〜（イグレーヌ〈クレア・フォーラニ〉）
- クリミナル・マインド FBI行動分析課
  - シーズン3 #3（ジェーン・ハワード）
  - シーズン4 #9（ハーディング）
  - シーズン5 #4, 6（タマラ）
- クリミナル・マインド 特命捜査班レッドセル #3（アリソン・ギルロイ、カレン・マーティン〈トーリ・ヒギンソン〉）
- 宮 -Love in Palace-（皇后〈ミン氏〉〈ユン・ユソン〉）
- ザ・ブリッジ 〜国境に潜む闇（シャーロット・ミルライト〈アナベス・ギッシュ〉）
- THE MENTALIST メンタリストの捜査ファイル（ジゼル・ダブリン）
- サンズ・オブ・アナーキー（ジェマ〈ケイティ・セイガル〉）
- CIA:ザ・エージェンシー（テリ・ローウェル〈ペイジ・ターコー〉）
- The O.C.（ベロニカ・タウンゼント）
- CSI:15 科学捜査班 ザ・ファイナル #3（ヘザー・ラニング〈ローレン・スタミール〉）
- CSI:ニューヨーク（ペイトン・ドリスコル〈クレア・フォーラニ〉）
- CSI:マイアミ（レベッカ・ネヴィンズ〈クリスティーナ・チャン〉）
- スーパーナチュラル シーズン4 - 5、14（パメラ・バーンズ〈トレイシー・ディンウィディ〉）
- スタートレック:ヴォイジャー（ベラナ・トレス〈ロクサン・ドースン〉）
- スタートレック:ストレンジ・ニュー・ワールド（ナンバーワン / ウーナ・チン＝ライリー〈レベッカ・ローミン〉）
- ストライクバック:極秘ミッション（エレノア・グラント〈アマンダ・ミーリング〉）
- スパイ・エンジェル（フランツィスカ・ボルガート〈スーザン・アップレガー〉）
- スパルタカス（スーラ〈エリン・カミングズ〉）
- ターミネーター:サラ・コナー クロニクルズ（サラ・コナー〈レナ・ヘディ〉）
- テッド・ラッソ:破天荒コーチがゆく（レベッカ〈ハンナ・ワディンガム〉）
- 24 -TWENTY FOUR- シーズン5
- ドラゴン&ウォリアー（レベッカ〈シャーロット・コマー〉）
- 跳べ!ロックガールズ〜メダルへの誓い（MJ・マーティン）
- ナース・ジャッキー（エレノア・オハラ〈イヴ・ベスト〉）
- ナイト・トレイン/破滅へのカウントダウン（リズ〈シャロン・スモール〉[26]）
- バロン ほらふき男爵の冒険（女帝エカテリーナ〈カッチャ・リーマン〉）
- バーン・ノーティス 元スパイの逆襲（レイチェル）
- 犯罪捜査官 アナ・トラヴィス（ドミニク）
- ヒューマン・ターゲット シーズン1 #10（Dr. ジェシカ・ショウ〈ムーン・ブラッドグッド〉）
- ファンタジー・クエスト（レベッカ〈シャーロット・コマー〉）
- ビバリーヒルズ青春白書（サマンサ・サンダース）
- プッシング・デイジー 〜恋するパイメーカー〜（ライラ・ロビンソン）
- THE BLACKLIST/ブラックリスト シーズン4 #11（エマ・ナイトリー〈アナスタシア・グリフィス〉）
- BRAVE NEW WORLD/ブレイブ・ニュー・ワールド（ムスタファ・モンド〈ニーナ・ソサーニャ〉[27]）
- フレネミーズ
- プロビデンス（ヘレン・レイノルズ〈レスリー・シルバ〉）
- BONES（ヴァレリー・ダニエルズ、クレア）
- マキシマムスピード（スザンナ・フォン・ランディツ〈ジュリア・ステインホフ〉）
- MACGYVER/マクガイバー シーズン3 #6（アンバー）
- ミス・マープル6 カリブ海の秘密（イヴリン・ヒリンドン）
- ミズ・マーベル（ナジマ）
- 名探偵ポワロ 葬儀を終えて（スザンナ）
- 名探偵モンク7（グウェン・デウィット）
- ライ・トゥ・ミー 嘘は真実を語る シーズン2 #11（ヘレン）
- ラスト・タイクーン（ローズ・ブレイディ〈ローズマリー・デウィット〉）
- ラッシュアワー（リンジー・コール〈ウェンディ・マリック〉）
- リンガー 〜2つの顔〜
- レスキュー・ミー 〜NYの英雄たち（ジャネット・ギャヴィン〈アンドレア・ロス〉）
- LAW&ORDER:クリミナル・インテント（カレン）
- ロマノフ家の末裔 〜それぞれの人生〜 #4, #5（キャサリン・フォード〈ダイアン・レイン〉）

#### アニメ
- ザ・シンプソンズ（サラ・スローン）
- ザ・リプレイス 大人とりかえ作戦（エージェントK）
- ジャスティス・リーグ（ホークガール）
- スター・ウォーズ/クローン・ウォーズ (テレビアニメ)（ナラ・セ）
- スター・ウォーズ: バッド・バッチ（ナラ・セ）
- スティーブン・ユニバース（ローズ・クォーツ）

### CMナレーション
- LUXスーパーリッチ（1992年 - 2018年）
- LUXスーパーリッチシャイン（Winter編）
- スタッフサービス
- クロレッツXP
- GOON
- ネスカフェ エクセラ
- ソニー α100
  - 『α、誕生篇』（2006年6月19日 - ）
  - 『ハンドフレーム篇』（2006年9月22日 - ）
- ビオレ メイクとろけるリキッド
- ロート製薬 和漢箋
- サイエンスダイエット
- 住友生命 ルーブル絵画コンテスト
- 資生堂 マキアージュ
- エクラ
- 懸賞パズル・パクロス
- ACジャパン 「国境を越えた医者」 女性医者・吹き替え （2010年7月1日 - ）
- 東芝　「dynabook」　ダイナー篇
- NTTドコモ・シャープ　「docomo LTE Xi AQUOS PHONE ZETA SH-06E」
- PHILIPS　「ソニッケアー ダイヤモンドクリーン」
- ロート製薬「アルガード プレテクト」　花粉襲来、その前に篇

### 特撮
- 幻星神ジャスティライザー（2004年、ドクター・ゾラの声）
- 仮面ライダーガッチャード（2024年、ハンドレッド上層部の声）

### その他コンテンツ
- Yahoo!ブックス・プレミアムストーリーズ「キープ」（朗読）
- 鍵盤詩集〜プレリュード（CD：trk.3「鳩」朗読）
- 写ねーる（NHK BSプレミアム、ナレーション）
- petit milady 1st Live キュートでポップなトゥインクル戦士☆プチミレディ（クイーンセシル）ライブ終盤では顔出しで出演している
- 水樹奈々大いに唄う 四 新説・桃太郎英雄譚（乙姫）
- ボイスコミック『月華国奇医伝』（2021年、蘆貴妃[28]）

### シリーズ一覧
1. ↑  『幻想魔伝 最遊記』（2000年）、『最遊記RELOAD』（2003年 - 2004年）、『最遊記RELOAD GUNLOCK』（2004年）、『最遊記RELOAD BLAST』（2017年）、『最遊記RELOAD -ZEROIN-』（2022年）